# Deidamia inscriptum
Genre
Espèce
Deidamia inscriptum est une espèce de lépidoptères de la famille des Sphingidae, de la sous-famille des Macroglossinae et de la tribu des Macroglossini. 
Elle est l'unique représentante du genre monotypique Deidamia .

## Répartition
L'espèce est connue en Floride, au Mississippi, dans le Michigan, le Wisconsin, l'Ontario, le Québec et la Caroline du Sud.

## Description
L'envergure des ailes varie de 45 à 70 mm.

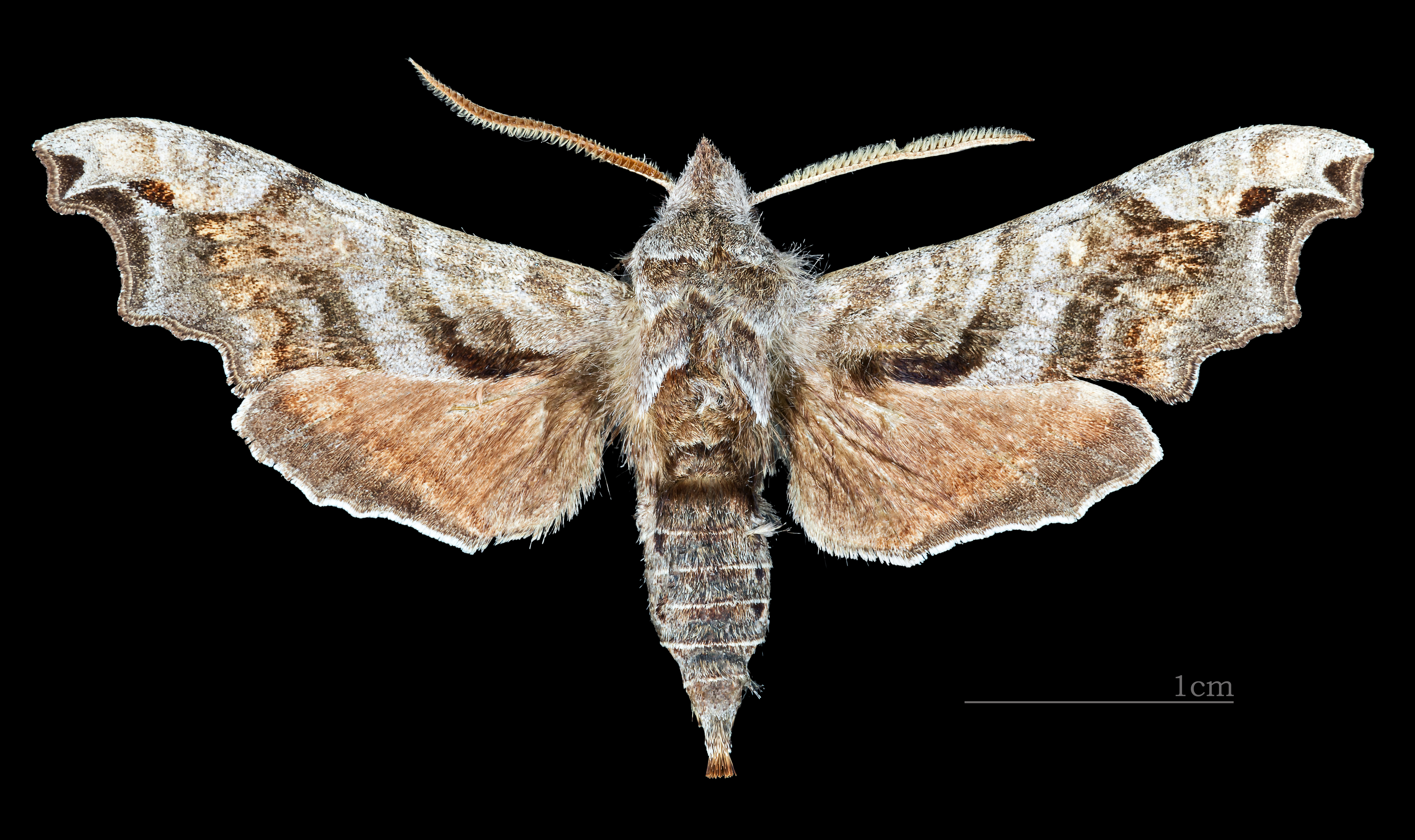
Face dorsale du mâle (coll.MHNT)
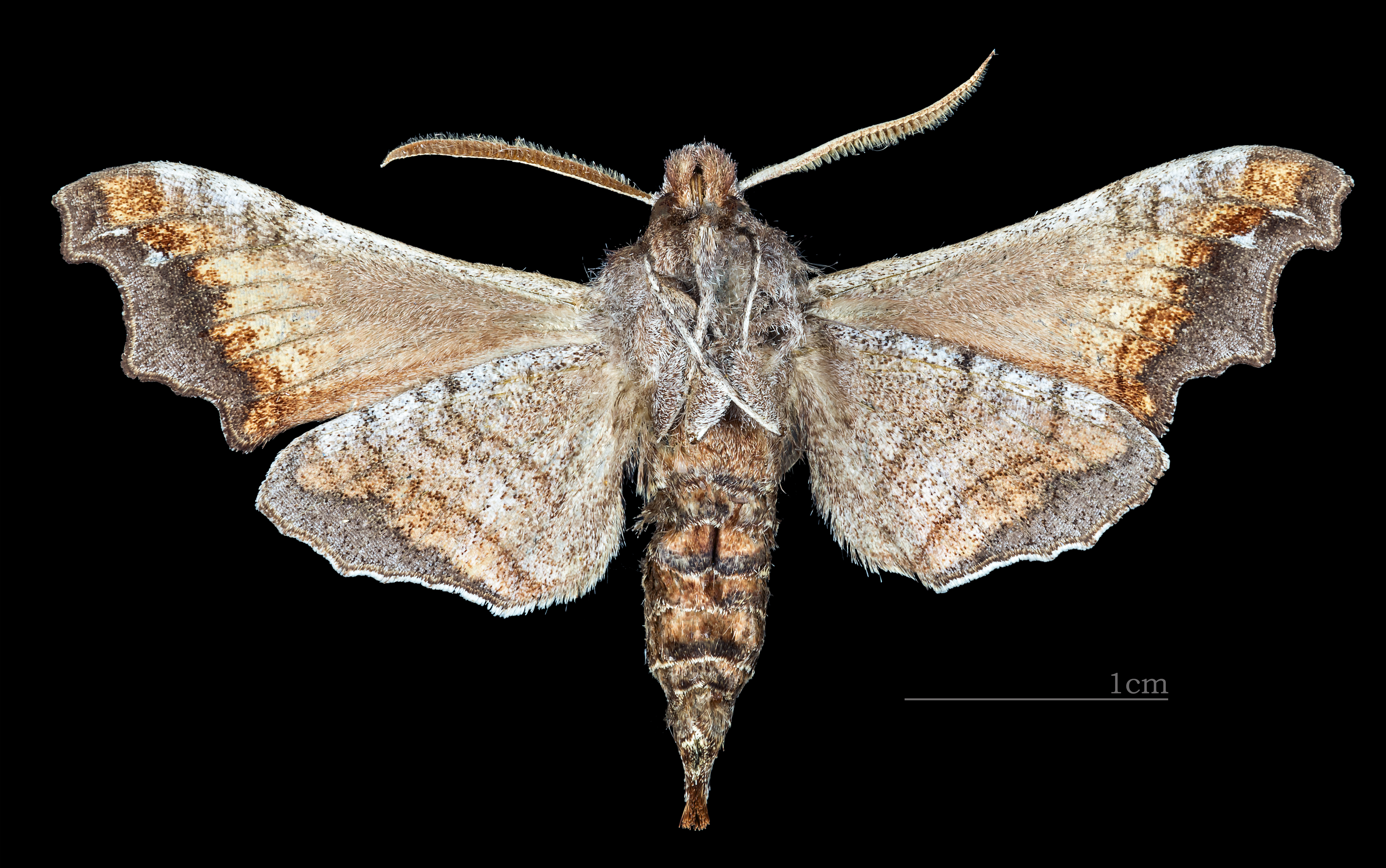
Face ventrale du mâle (coll.MHNT)
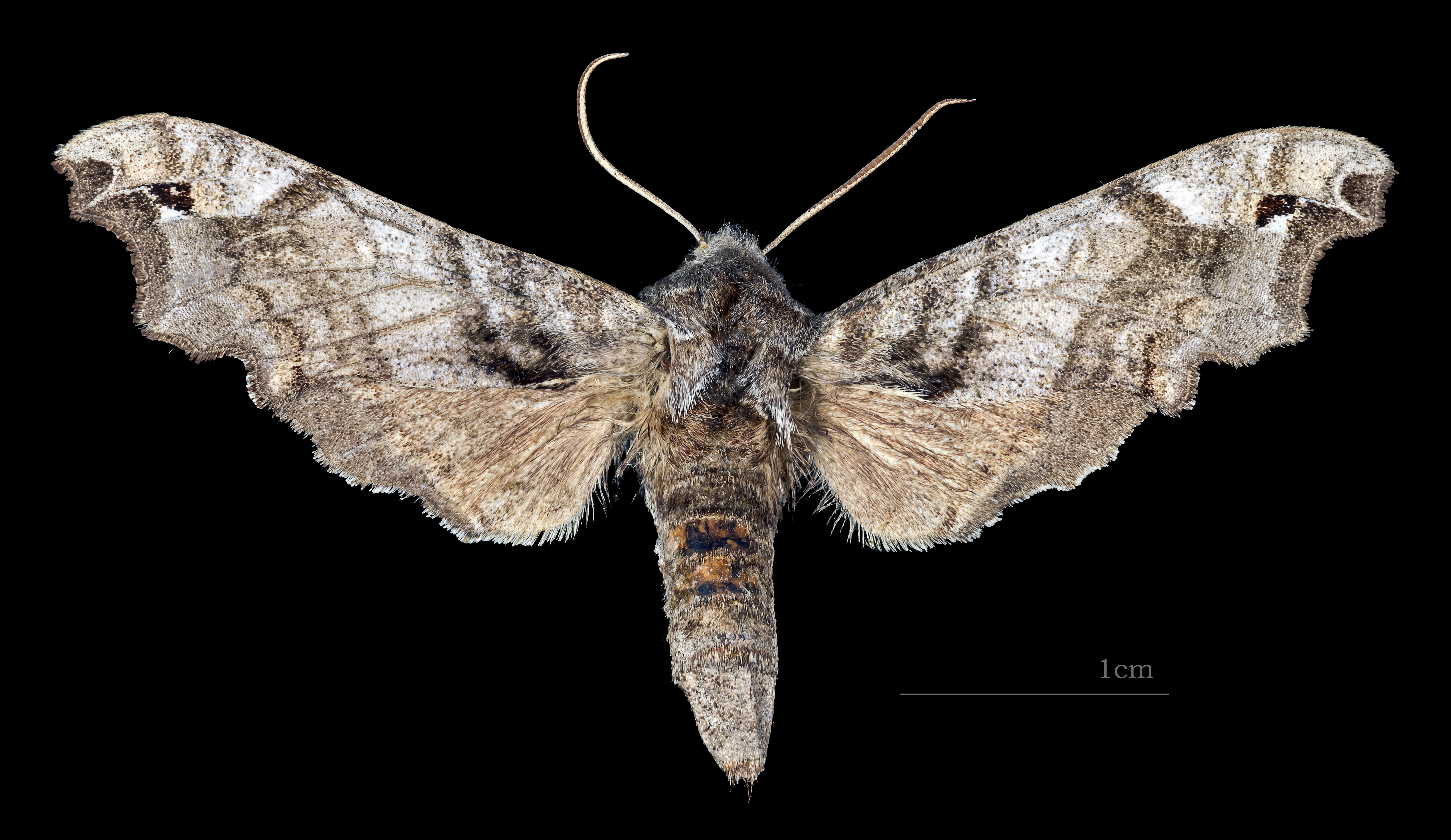
Face dorsale de la femelle (coll.MHNT)
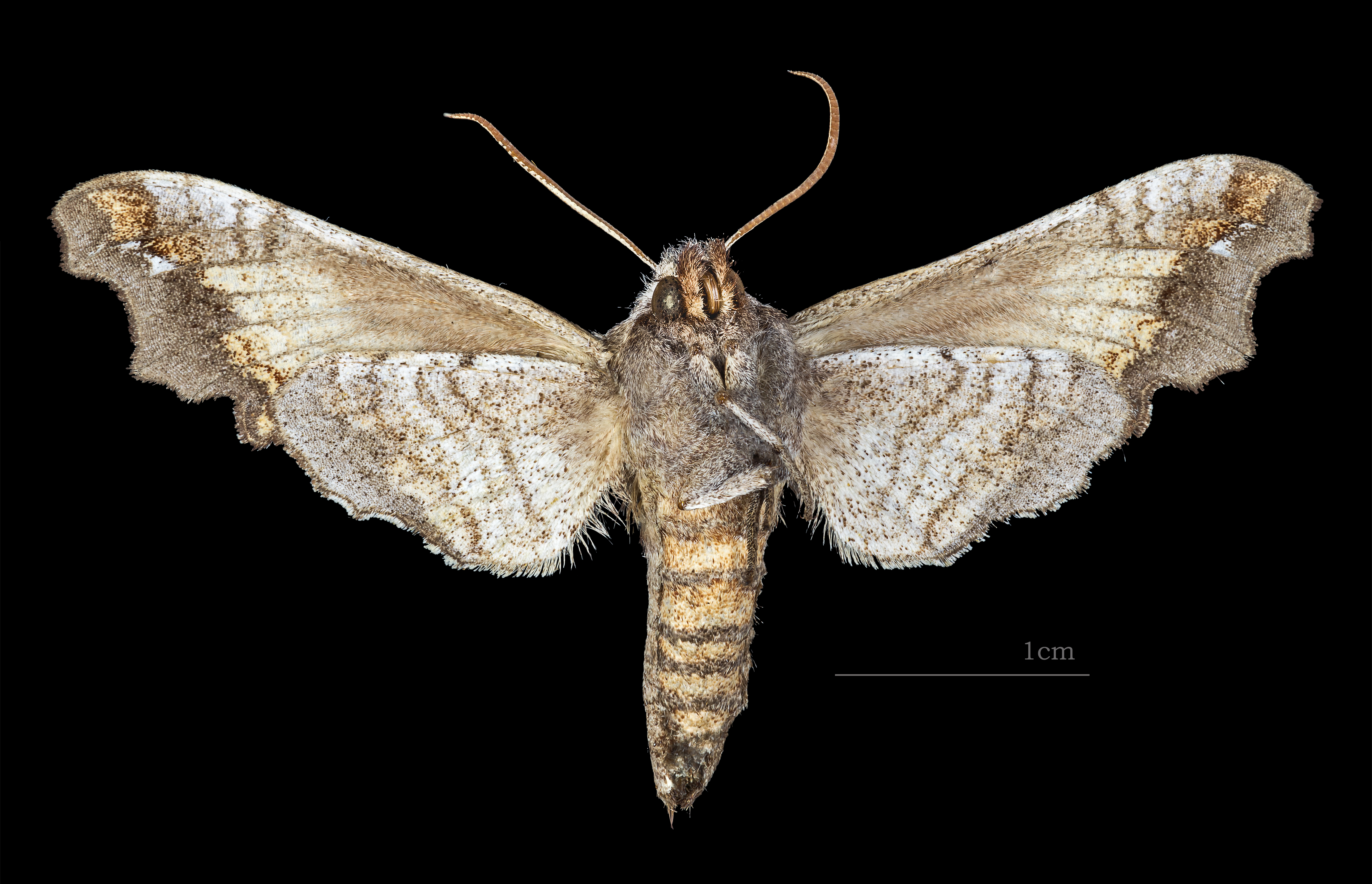
Face ventrale de la femelle (coll.MHNT)
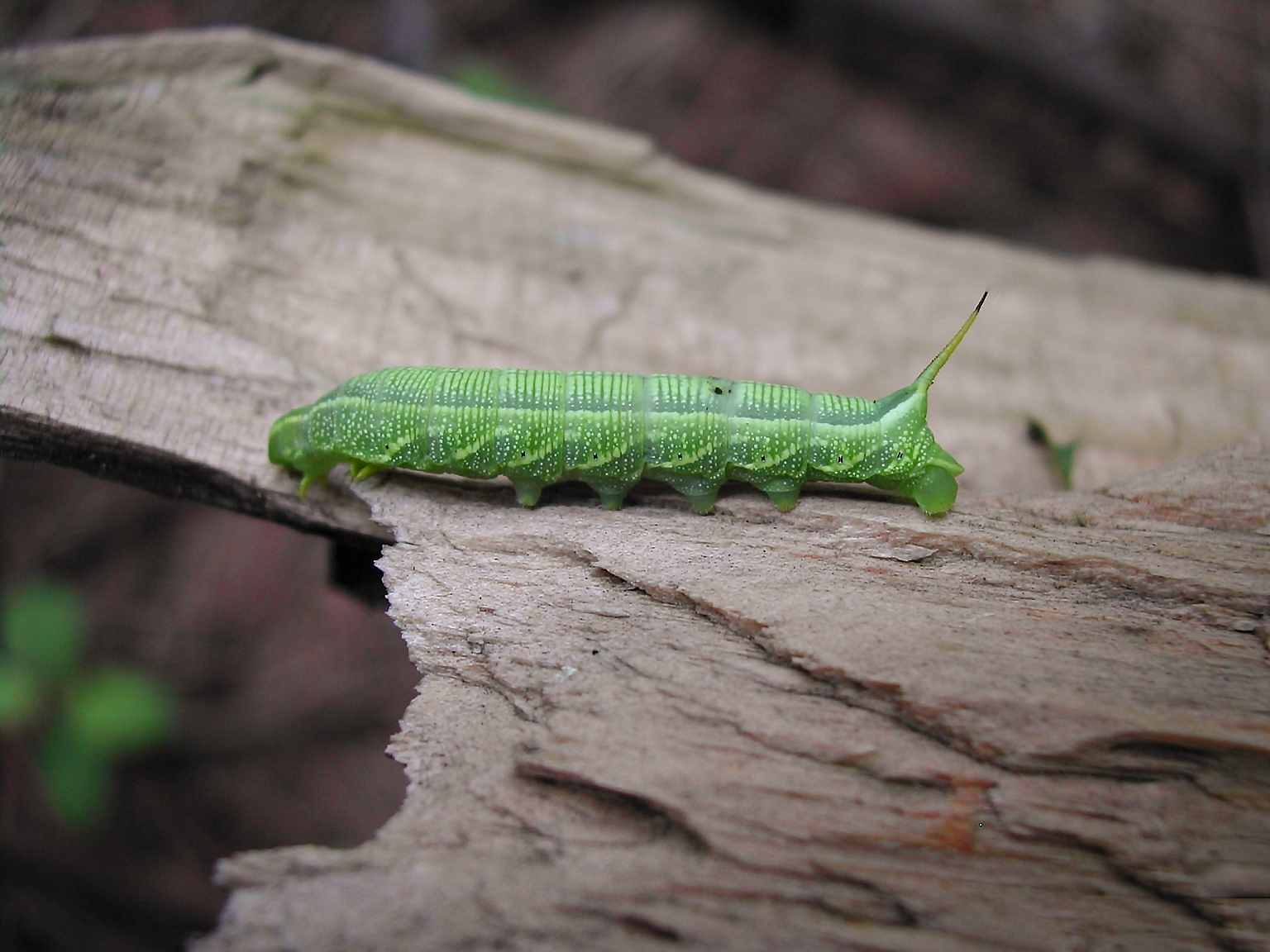
La chenille

## Biologie
Les chenilles se nourrissent sur les genres Ampelopsis, Parthenocissus, et Vitis .

## Systématique
L'espèce Deidamia inscriptum a été décrite par l’entomologiste britannique Thaddeus William Harris, en 1839, sous le nom initial de Pterogon inscriptum. 
Son genre actuel Deidamia , dont elle est l'espèce type et l'unique espèce, a été décrit par l'entomologiste américain James Brackenridge Clemens,en 1859.
- La localité type est l'Indiana.

## Synonymie
Pour le genre
- Tricholon Boisduval, [1875] [4]

Pour l'espèce
- Deidamia inscripta
- Pterogon inscriptum Harris, 1839